# Moncada di Sicilia
I Moncada di Sicilia rappresentano il ceppo italiano della nobile dinastia Moncada, distinto da quello spagnolo da cui esso deriva, e fondato alla fine del XIII secolo da Guglielmo Raimondo di Moncada dei Baroni di Aitona, giunto in Sicilia per la Guerra del Vespro.
Divenuta una delle maggiori case feudali dell'isola, nei secoli successivi si suddivise in più rami, dei quali il principale fu quello dei Principi di Paternò, ancora oggi fiorente assieme a quello secondario dei Principi di Monforte, formatisi nei secoli XVI–XVII.

## Storia
|                                           |                                           |                               | | |                                                               |                                                               |                                    |                                       |                                                                                          |                                                                                          |                          |                          |
|                                           |                                           |                               | | |                                                               |                                                               |                                    |                                       | Guglielmo Raimondo conte di Malta e Gozo capostipite =                                   |                                                                                          |                          |                          |
|                                           |                                           |                               | | |                                                               |                                                               |                                    |                                       |                                                                                          |                                                                                          |                          |                          |
|                                           |                                           |                               | | |                                                               |                                                               |                                    |                                       |                                                                                          |                                                                                          |                          |                          |
|                                           |                                           |                               | | |                                                               |                                                               | Guglielmo Raimondo conte di Agosta | Guglielmo Raimondo conte di Agosta    | Pietro signore di Bulfida                                                                | Pietro signore di Bulfida                                                                | Simone signore di Bivona | Simone signore di Bivona |
|                                           |                                           |                               | | |                                                               |                                                               |                                    |                                       |                                                                                          |                                                                                          |                          |                          |
|                                           |                                           |                               | | |                                                               |                                                               |                                    |                                       |                                                                                          |                                                                                          |                          |                          |
|                                           |                                           |                               | | |                                                               |                                                               | Matteo conte di Agosta             |                                       |                                                                                          |                                                                                          |                          |                          |
|                                           |                                           |                               | | |                                                               |                                                               |                                    |                                       |                                                                                          |                                                                                          |                          |                          |
|                                           |                                           |                               | | |                                                               |                                                               |                                    |                                       |                                                                                          |                                                                                          |                          |                          |
|                                           |                                           |                               | | | Guglielmo Raimondo conte di Agosta e marchese di Malta e Gozo | Guglielmo Raimondo conte di Agosta e marchese di Malta e Gozo | Antonio conte di Adernò            | Antonio conte di Adernò               | Pietro barone di Troina                                                                  | Pietro barone di Troina                                                                  |                          |                          |
|                                           |                                           |                               | | |                                                               |                                                               |                                    |                                       |                                                                                          |                                                                                          |                          |                          |
|                                           |                                           |                               | | |                                                               |                                                               |                                    |                                       |                                                                                          |                                                                                          |                          |                          |
|                                           |                                           | Matteo conte di Caltanissetta | Matteo conte di Caltanissetta                                                                           | |                                                               |                                                               | Giovanni conte di Adernò           | Giovanni conte di Adernò              | Guglielmo Raimondo marchese di Malta e Gozo                                              | Guglielmo Raimondo marchese di Malta e Gozo                                              |                          |                          |
|                                           |                                           |                               | | |                                                               |                                                               |                                    |                                       |                                                                                          |                                                                                          |                          |                          |
|                                           |                                           |                               | | |                                                               |                                                               |                                    |                                       |                                                                                          |                                                                                          |                          |                          |
| Guglielmo Raimondo conte di Caltanissetta | Guglielmo Raimondo conte di Caltanissetta | Gastone barone di Castronovo  | Gastone barone di Castronovo                                                                            | Antonio conte di Caltanissetta                                                                          | Antonio conte di Caltanissetta                                | Guglielmo Raimondo conte di Adernò                            | Guglielmo Raimondo conte di Adernò | Antonio Pietro barone della Ferla     | Antonio Pietro barone della Ferla                                                        |                                                                                          |                          |                          |
|                                           |                                           |                               | | |                                                               |                                                               |                                    |                                       |                                                                                          |                                                                                          |                          |                          |
|                                           |                                           |                               | | |                                                               |                                                               |                                    |                                       |                                                                                          |                                                                                          |                          |                          |
|                                           |                                           |                               | | |                                                               | Giovanni Tommaso conte di Adernò                              | Giovanni Tommaso conte di Adernò   | Ramo dei Baroni della Ferla (estinto) | Ramo dei Baroni della Ferla (estinto)                                                    |                                                                                          |                          |                          |
|                                           |                                           |                               | | |                                                               |                                                               |                                    |                                       |                                                                                          |                                                                                          |                          |                          |
|                                           |                                           |                               | | |                                                               |                                                               |                                    |                                       |                                                                                          |                                                                                          |                          |                          |
|                                           |                                           |                               | | |                                                               | Guglielmo Raimondo conte di Adernò e di Caltanissetta         |                                    |                                       |                                                                                          |                                                                                          |                          |                          |
|                                           |                                           |                               | | |                                                               |                                                               |                                    |                                       |                                                                                          |                                                                                          |                          |                          |
|                                           |                                           |                               | | |                                                               |                                                               |                                    |                                       |                                                                                          |                                                                                          |                          |                          |
|                                           |                                           |                               | Antonio conte di Adernò e di Caltanissetta                                                              | Antonio conte di Adernò e di Caltanissetta                                                              | Alfonso                                                       | Alfonso                                                       | Ferdinando barone di Francofonte   | Ferdinando barone di Francofonte      | Federico barone di Tortorici                                                             | Federico barone di Tortorici                                                             |                          |                          |
|                                           |                                           |                               | | |                                                               |                                                               |                                    |                                       |                                                                                          |                                                                                          |                          |                          |
|                                           |                                           |                               | | |                                                               |                                                               |                                    |                                       |                                                                                          |                                                                                          |                          |                          |
|                                           |                                           |                               | Francesco. Principe di Paternò, Conte dì Adernò, Conte di Caltanissetta Principi di Paternò (vivente) · | Francesco. Principe di Paternò, Conte dì Adernò, Conte di Caltanissetta Principi di Paternò (vivente) · |                                                               |                                                               |                                    |                                       | Rami dei Principi di Calvaruso (estinto), di Larderia (estinto), di Monforte (vivente) · | Rami dei Principi di Calvaruso (estinto), di Larderia (estinto), di Monforte (vivente) · |                          |                          |

Linee antiche dei Moncada di Sicilia (in linea maschile)

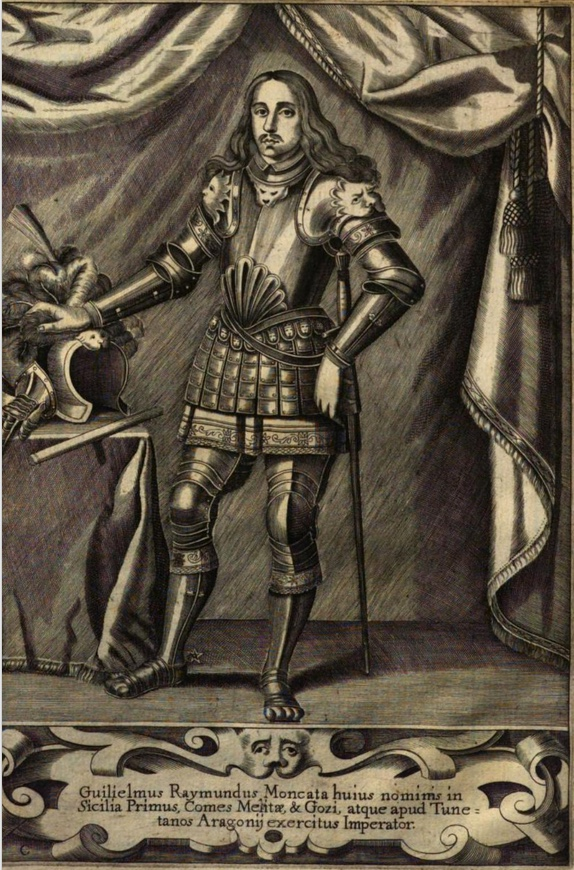
Ritratto di Guglielmo Raimondo di Moncada, fondatore della dinastia in Sicilia.

La dinastia fu portata in Sicilia sul finire del XIII secolo dal nobile e militare catalano Guglielmo Raimondo di Moncada († 1328), figlio di Pietro, II barone di Aitona: giunto nell'isola nel 1298, sostenne il principe Federico III d'Aragona contro gli Angioini nella Guerra del Vespro, in appoggio ai ribelli siciliani. La guerra fu vinta dai ribelli che cacciarono gli Angioini dalla Sicilia, e l'Aragona, divenuto Re di Trinacria, per ricompensarlo dei suoi servigi gli fece sposare la nobildonna Lucchina Alagona, figlia di Guglielmo, e per via matrimoniale Guglielmo Raimondo acquisì il possesso delle isole di Malta e Gozo. Tali possessi furono permutati nel 1319 con il Re Federico, che gli diede in cambio le terre di Augusta, Ferla, Melilli e Sortino. Il fratello Pietro († 1336), venuto anch'egli in Sicilia dopo l'incoronazione di Federico III, fu vescovo di Siracusa dal 1313. Il suo primogenito Guglielmo Raimondo II († 1348), che ereditò detti feudi, nel 1336 ricevette investitura a I conte di Agosta e fu nominato gonfaloniere del Regno dal re Pietro II di Sicilia.
Il Conte di Agosta sposò Margherita Sclafani d'Incisa, figlia di Matteo, conte di Adernò, dalla quale ebbe tre figli. Di questi, Matteo Moncada Sclafani († 1378), investito della Contea di Agosta e dei relativi vassallaggi nel 1365, fu Gran siniscalco del Regno di Sicilia, capitano generale dei ducati di Atene e Neopatria e governatore di Corinto e Argo. Fu padre di sei figli, avuti dai due matrimoni con Giovanna Peralta d'Aragona, figlia di Raimondo, conte di Caltabellotta, e con Allegranza Abbate d'Arbes, figlia di Enrico, signore di Favignana.
Guglielmo Raimondo Moncada Peralta, III conte di Agosta († 1398), figlio di Matteo, fu gran giustiziere del Regno di Sicilia, e nel 1379 rapì per conto del re Pietro IV d'Aragona la principessa Maria di Sicilia dal Castello Ursino di Catania, per impedire il suo matrimonio con Gian Galeazzo Visconti, duca di Milano. L'impresa da lui compiuta gli valse l'appellativo de il Conquistatore e divenne il più ricco feudatario di Sicilia attraverso l'assegnazione dei feudi confiscati agli Alagona e ai Chiaramonte. Nel 1392, ebbe concesso il titolo di Marchese di Malta e Gozo, e fu dichiarato regio consanguineo dal Sovrano. Pervenuto al massimo della sua potenza, Guglielmo Raimondo fu accusato di organizzare una rivolta contro il re Martino I di Sicilia, ed una sentenza emessa dal tribunale della Gran Corte del 1397 che lo dichiarò fellone, gli causò la confisca di tutti i beni e feudi posseduti. Gli altri figli maschi del Conte Matteo I, avuti dalla seconda unione, furono Antonio († 1415) e Pietro († 1410). Il primo, fu conte di Adernò, conte di Assoro, gonfaloniere del Regno e Gran siniscalco, che nel 1411 liberò Bianca di Navarra assalita allo Steri da Bernardo Cabrera, conte di Modica. Il secondo, fu gonfaloniere del Regno, che nel 1392 fu investito della baronia di Troina e nel 1397 della signoria di Bivona, entrambe poi confiscate nel 1398 per la sentenza contro il fratello maggiore Guglielmo Raimondo. Ebbe un figlio naturale, Guglielmo Raimondo, che fu stratigoto di Messina.

### Conti di Adernò e di Caltanissetta
Nel XV secolo, i Moncada di Sicilia si divisero in due rami, quello dei Conti di Caltanissetta e quello dei Conti di Adernò. Matteo Moncada Alagona, IV conte di Agosta († 1423), figlio primogenito di Guglielmo Raimondo III, ottenne dal Re Martino la restituzione di parte dei feudi confiscati al padre, e con il medesimo si accordò nel 1407 per la permuta della Contea di Agosta con la terra e il castello di Caltanissetta, su cui ottenne investitura col mero e misto imperio del titolo di conte. Detto Matteo II, dalla consorte Contissella d'Aragona Embriaco, figlia di Bartolomeo, barone di Cammarata, ebbe tre figli, Guglielmo Raimondo, VI conte di Caltanissetta († 1465), Gastone, barone di Castronovo († 1455) e Antonio († 1470). Il fratello minore Giovanni Moncada Alagona († 1453), fu ambasciatore della nobiltà siciliana in Aragona, Gran camerlengo e poi Gran siniscalco del Regno di Napoli, Gran cancelliere e maestro giustiziere del Regno di Sicilia, che assieme allo zio Antonio partecipò alla liberazione della Regina Bianca. Dal predetto zio paterno Antonio Moncada Abbate, che non lasciò discendenza, ebbe in eredità la Contea di Adernò, pervenuta ai Moncada dopo una lunga lotta di successione con i Peralta.
Guglielmo Raimondo Moncada Esfanoller, IV conte di Adernò († 1466), figlio di Giovanni, ebbe numerosi incarichi politici e militari, tra cui quelli di presidente e capitano generale del Regno di Sicilia, e nel 1456 si infeudò la terra di Paternò. Fu padre di Giovanni Tommaso Moncada Sanseverino, V conte di Adernò (1440–1501), che ricoprì anch'egli numerosi incarichi, in particolare quello di presidente e di maestro giustiziere del Regno. Nel 1479, succedette nel possesso della Contea di Caltanissetta al cugino Antonio Moncada d'Aragona, VII conte di Caltanissetta, figlio di Matteo II, morto in quell'anno e con cui si estinse in linea maschile il ramo dei Conti di Caltanissetta, che confluì nel ramo dei Conti di Adernò consolidato anche attraverso il matrimonio della sua unica figlia ed erede Contissella con Guglielmo Raimondo Moncada Ventimiglia († 1510), unico figlio dello stesso Giovanni Tommaso Moncada, V Conte di Adernò, VIII Conte di Caltanissetta ecc..
Dall’unione tra  Guglielmo Raimondo VI, VI conte di Adernò,IX Conte di Caltanissetta e Contissella Moncada Esfar nacque 
Antonio III, VII Conte di Adernò, X Conte di Caltanissetta, ecc. che sposò 	Giovanna Eleonora de Luna Rosso e  dalla quale ebbe Francesco, VIII Conte di Adernò, XI Conte di Caltanissetta  (1510–1566) e che ottenne investitura a I principe di Paternò nel 1565. 

### Principi di Paternò

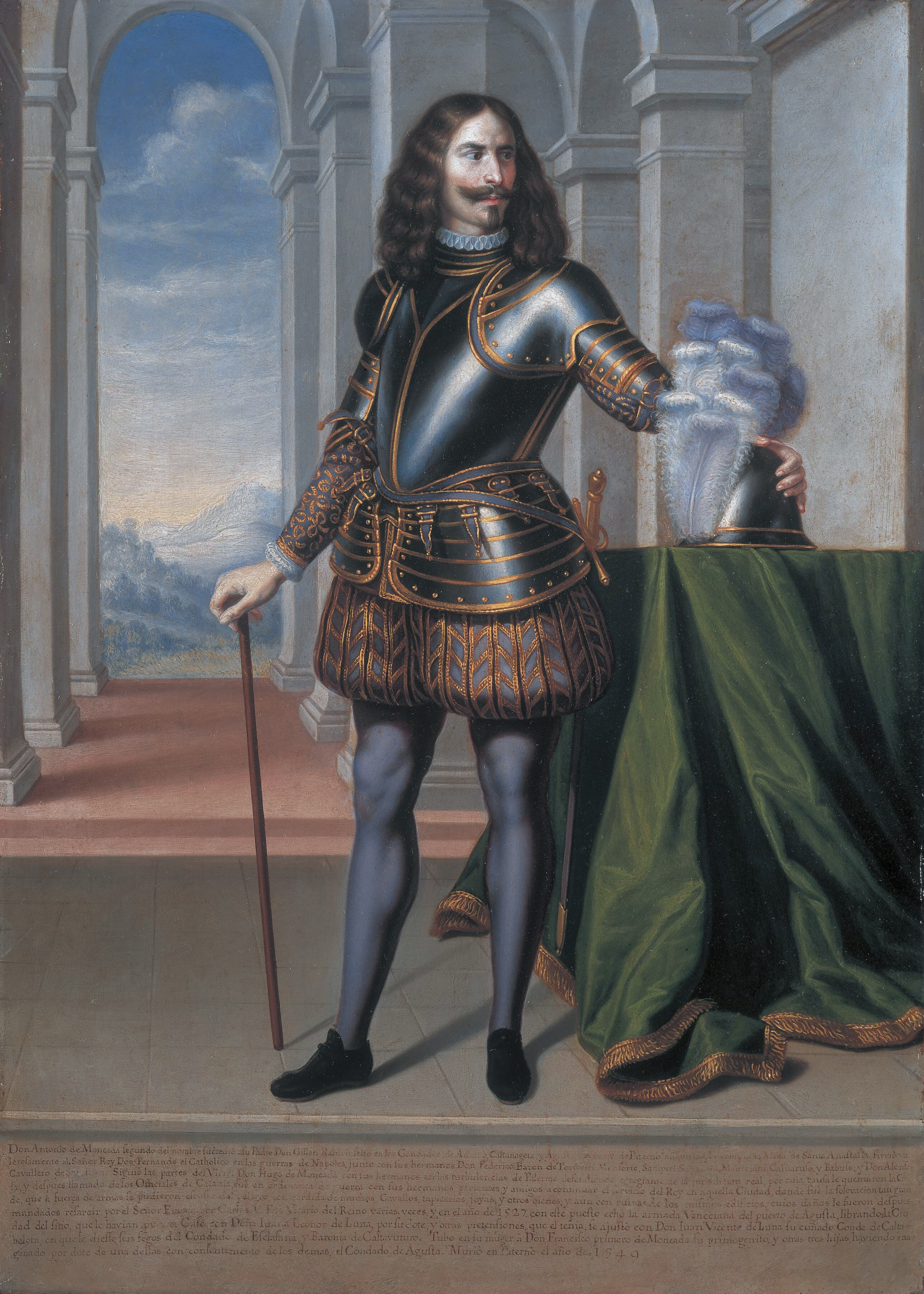
Ritratto di Antonio III Moncada, conte di Adernò e di Caltanissetta

### Ramo collaterale dei Principi di Monforte

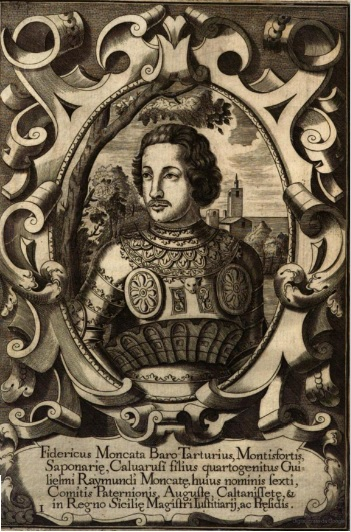
Ritratto di Federico Moncada, barone di Tortorici

Dai discendenti di Federico Moncada e Moncada († 1561), fratello minore del predetto Antonio, e divenuto barone di Bauso, Calvaruso, Mauroianni, Monforte, Rocca, Samperi, Saponara e Tortorici dopo la morte della moglie Agnese Pollicino, derivarono i rami di Calvaruso (1628), di Monforte (1628), di Larderia (1690) e di Castelbianco (1774), dei quali l'unico ancora oggi fiorente è quello di Monforte.

## Rami estinti dei Moncada di Sicilia
Baroni della Ferla
Il ramo dei baroni della Ferla ebbe origine da Antonio Pietro Moncada Esfonellar, figlio secondogenito di Giovanni, III conte di Adernò, investito del titolo di barone della Ferla per privilegio concessogli il 20 giugno 1397. Detto Antonio Perio, ed erede della baronia della Ferla alla morte del padre, si unì in matrimonio ad Isabella Speciale Landolina, figlia di Niccolò, signore di Paternò, da cui ebbe un solo figlio anch'egli nominato Antonio Pietro ma soprannominato Giovanni. Ad Antonio Pietro "Giovanni" Moncada Speciale, III barone della Ferla († 1453), succedette il figlio Antonio Pietro Ambrogio, avuto dalla prima consorte Peruzza Girilfalco, di cui ebbe conferma nel 1453 da parte del re Alfonso V d'Aragona. Dalla seconda unione con Isabella Santapau dei Marchesi di Licodia, ebbe una sola figlia, Costanza.
Antonio Pietro Ambrogio Moncada Girifalco, IV barone della Ferla, fu stratigoto di Messina nel 1481. Sposò la nipote Isabella Cruyllas Moncada, figlia di Giovanni, barone di Francofonte e della sorellastra Costanza Moncada Santapau, da cui nacquero i figli Giovan Giacomo e Francesco. Giovan Giacomo Moncada Cruyllas, V barone di Ferla († 1499), ebbe per moglie Filippa Castelletti, con cui generò Isabella; sposò in seguito Eumilia Settimo d'Afflitto, figlia di Simone, barone di Giarratana, da cui ebbe Melchiorra, ma il matrimonio fu dichiarato nullo perché non aveva divorziato dalla prima moglie, e la medesima resa figlia illegittima. Alla sua morte, avvenuta per un fatto d'armi, gli succedette il fratello minore Francesco, che si fece cedere la baronia dalla nipote Isabella, nel 1507 fu autorizzato dal Viceré di Sicilia ad esserne il possessore e su di essa ottenne la licentia populandi, e nel 1515 ottenne l'investitura ufficiale da parte di re Ferdinando II d'Aragona.
I discendenti di Francesco Moncada Cruyllas, VI barone di Ferla († 1519), conservarono il possesso di Ferla fino alla seconda metà del XVI secolo: Cesare Alfonso Moncada Spadafora, IX barone della Ferla, che succeduto al possesso della baronia e terra di Ferla al padre Girolamo, per investitura ottenuta nel 1558, vendette le medesime allo zio materno Antonio Spadafora Branciforte, barone di Venetico. Detto Cesare Alfonso, che sposò Girolama Cardonetto Moncada, figlia del nobile Antonio, ebbe due figlie femmine, Isabella ed Eleonora.
Il ramo dei Moncada della Ferla continuò a fiorire attraverso i discendenti dei fratelli minori di Cesare Alfonso, finché non si estinse alla fine del XVII secolo: ultimo esponente fu Pietro Moncada († 1703), che ebbe le cariche di senatore di Catania nel 1666–67, 1677–78, 1678–79, 1683–84, 1691–92, 1692–93 e 1696–97, di capitano della medesima città nel 1672–73, 1682–83, 1687–88, 1688–89, 1693–94 e 1702–03, e di patrizio nel 1681–82 e 1697–98.
Principi di Calvaruso
Cesare Moncada Saccano (1588–1648), figlio di Pietro, barone di Tortorici, e di Vittoria Saccano dei baroni di Monforte, ebbe investitura del titolo di I principe di Calvaruso con privilegio datogli il 20 giugno 1628 da parte del re Filippo IV di Spagna, ed esecutoriato l'11 settembre dell'anno medesimo.
Deputato del Regno, essendogli premorti i due figli maschi, Andrea e Giovanni, avuti dalla consorte Caterina Beccadelli di Bologna, figlia di Francesco Maria, marchese di Altavilla, gli succedette nel titolo il fratello minore Giacomo († 1677), che fu senatore di Palermo nel 1623. Questi, sposato con Melchiorra Montalto, figlia di Cesare, patrizio di Siracusa, fu padre di cinque figli, tra cui Guglielmo e Luigi. Dall'unione tra Guglielmo e Francesca Marini, figlia di Costantino, patrizio di Messina, nacquero cinque figli, tra cui Giacomo, III principe di Calvaruso († 1743), che fu secreto di Messina e colonnello di fanteria spagnola, il quale sposò Anna La Rocca Di Giovanni, figlia di Pietro, principe di Alcontres, da cui ebbe cinque figli, tra cui Guglielmo, Pietro e Tommaso, quest'ultimo Arcivescovo di Messina e Patriarca di Gerusalemme.
Il primogenito Guglielmo, IV principe di Calvaruso (1696–1766), fu generale di brigata, Primo Maggiordomo del Re di Napoli e Sicilia, Gentiluomo di Camera con esercizio del Re di Napoli e Sicilia, cavaliere dell'Ordine di San Gennaro nel 1744. Dalla moglie Girolama Di Giovanni Pagano, figlia di Vincenzo, duca di Saponara, ebbe tre figli, di cui Vincenzo, V principe di Calvaruso (1732–1805), alto ufficiale dei Regi Eserciti di Napoli e Sicilia, governatore di Reggio Calabria e poi di Messina. Vincenzo Moncada Di Giovanni, sposato con Flavia Arduino Di Giovanni, figlia di Pietro, principe di Alcontres, ebbe maritali nomine investitura dei titoli di Principe di Alcontres, Marchese della Floresta, Marchese di Roccalumera, di barone dell'ufficio di maestro notaro e segretario del tribunale del Real Patrimonio, e nel 1765, il titolo di Grande di Spagna. Da detta unione nacque una sola figlia, Elisabetta, che gli premorì nel 1775, e con lui si estinse il ramo dei Principi di Calvaruso.
Principi di Larderia

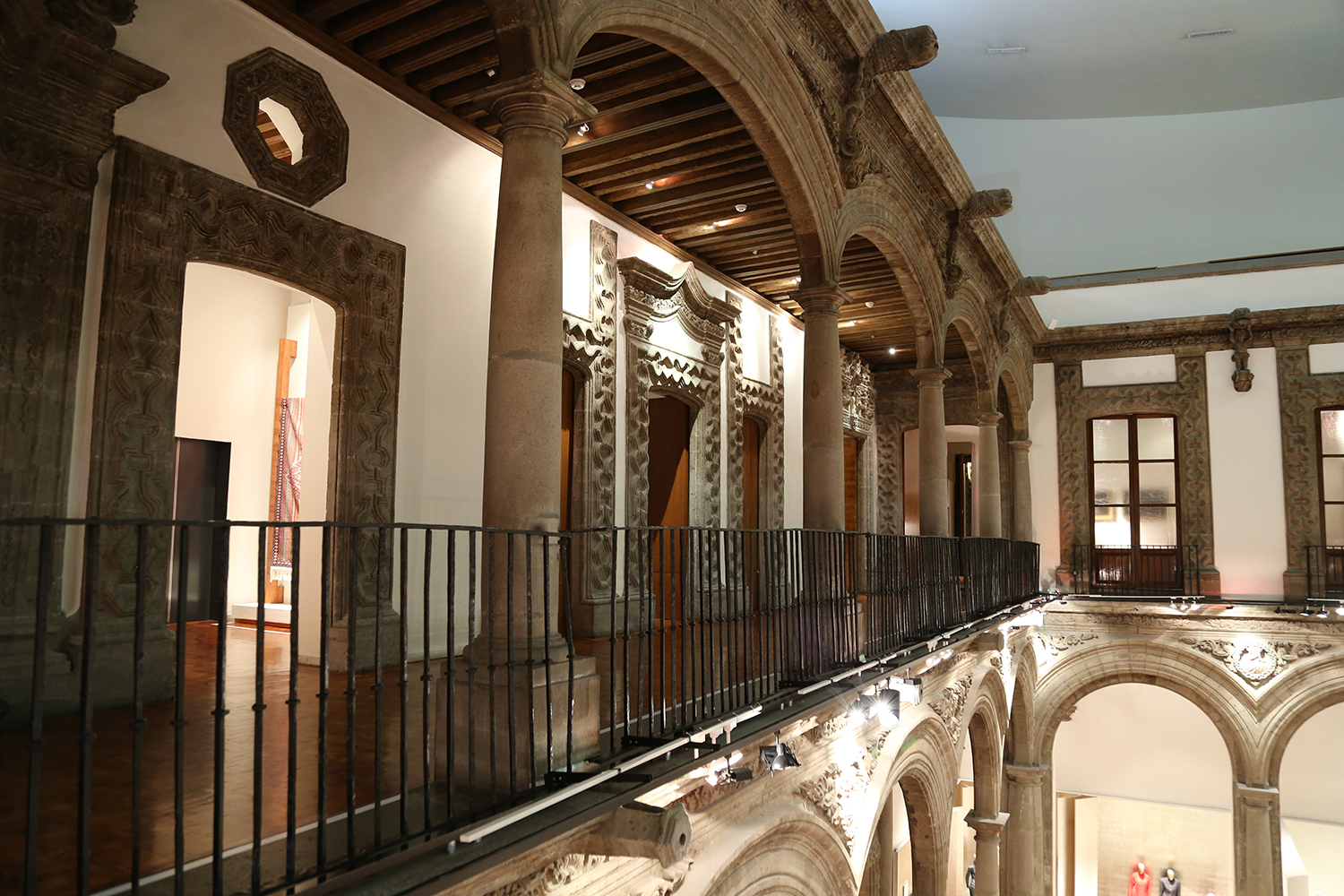
Casa de Moncada, oggi Centro Cultural Banamex a Iturbide, in Messico

Capostipite fu Luigi Moncada Montalto (1643–1703), figlio di Giacomo, II principe di Calvaruso, e della nobildonna Melchiorra Montalto, investito del titolo di I principe di Larderia con privilegio dato dal re Carlo II di Spagna il 4 dicembre 1690, esecutoriato il 9 giugno 1691. Sposò Eleonora Caterina Cirino, già vedova di Tommaso Colonna Romano, barone di Cesarò, da cui ebbe tre figli.
L'unico figlio maschio, Francesco Moncada Cirino, II principe di Larderia († 1742), fu maestro razionale di cappa corta del tribunale del Regio Patrimonio e vicario generale di Messina nel 1718. Il medesimo, nel 1704 acquistò la baronia di Roccapalumba, di cui ebbe investitura nel 1715. Sposò Eleonora Platamone Requesenz, figlia di Antonio, principe di Rosolini, ed attraverso questa unione i Moncada di Larderia acquisirono in dote tutti i titoli dei Platamone dei Principi di Rosolini. Da detta unione, nacquero cinque figli, tra cui Letterio (1713–1761) e Michele (1716–1794), quest'ultimo cavaliere dell'Ordine di Malta.
Letterio Moncada Platamone, per la morte del fratello maggiore Luigi nel 1716, fu il terzo principe di Larderia, e successore al padre anche negli altri titoli, tra cui quello di Principe di Rosolini; fu deputato del Regno di Sicilia nel 1745 e capitano di giustizia di Palermo nel 1746–47, e acquistò la baronia di Cipolla di cui fu investito nel 1749. Sposò Rosalia Branciforte Genovés, figlia ed unica erede di Pietro, conte di Sant'Antonio, da cui pervennero la Contea di Sant'Antonio e la baronia di Recattivo. Da detta unione nacquero undici figli, di cui il primogenito fu Francesco, IV principe di Larderia (1738–1798). Consigliere Regio e Ministro plenipotenziario presso la Santa Sede, sposò Concetta Branciforte, figlia di Ercole Michele, principe di Butera, da cui ebbe nove figli; con lui si estinse il ramo dei Principi di Larderia, poiché i tre figli maschi Letterio, Giovanni ed Ercole Michele, gli premorirono celibi, e tutti i titoli e feudi passarono alla figlia Rosalia (1761–1802), che sposò Baldassarre Platamone Nicosia, figlio di Michele, duca di Belmurgo, da cui ebbe quattro figli, e attraverso costei i predetti titoli pervennero in dote ai Platamone.
Da Pietro Moncada Branciforte (1739–1828), figlio secondogenito di Letterio, III principe di Larderia, ebbe origine il ramo cadetto che godette di nobiltà in Messico.  Di idee liberali e seguace delle idee illuministe di Voltaire, Moncada si stabilì in Nuova Spagna. Fu colonnello di un reggimento di dragoni di Puebla ed esente delle guardie del corpo del Re di Spagna. Nel 1768, sposò la nobildonna Mariana de Berrio y de la Campa y Cos (1752–1803), figlia di Miguel, I marchese di Jaral de Berrio, da cui ebbe cinque figli: Miguel, María de Guadalupe, Adeodato, Juan Nepomuceno e María Josefa, dei quali morirono prematuramente Miguel e Adeodato. Nel 1770, Moncada ebbe concesso il titolo di I marchese di Villafont dal re Carlo III di Spagna.
I due coniugi si separarono, e il loro figlio Juan Nepomuceno de Moncada y Berrio, II marchese di Villafont (1781–1850), nel 1803 succedette alla madre nei titoli di Marchese di Jaral de Berrio e di Conte di San Mateo de Valpraíso. Seguì la carriera militare e ottenne varie decorazioni, come la Gran croce dell'Ordine di Carlo III e quella dell'Ordine di Isabella la Cattolica. Inoltre, fu cavaliere dell'Ordine Imperiale di Nostra Signora di Guadalupe e colonnello degli eserciti reali. Partecipò alla Guerra d'indipendenza del Messico (1810–21), in cui si schierò dalla parte realista. Ebbe robusta discendenza avendo avuto diciannove figli da cinque unioni.
Juan Isidoro de Moncada y Hurtado Berrio, IV marchese di Jaral de Berrio, IV conte di San Mateo de Valparaíso, III marchese di Villafont (1815–1894), figlio di Juan Nepomuceno, e sposato con Guadalupe Fernández de Córdoba da cui ebbe sei figli, risulta essere ultimo possessore ufficiale dei titoli.
Principi di Castelbianco
Il ramo deriva da Pietro Moncada La Rocca (1704–1774), figlio di Giacomo, III principe di Calvaruso, che da Vittoria Di Giovanni Pagano, sorella della cognata Girolama, ebbe fatta donazione del titolo di Principe di Montereale, commutato in quello di Principe di Castelbianco e Montecateno, di cui ebbe investitura il 25 ottobre 1744. Fu regio secreto di Messina, vicario generale in Milazzo nel 1746, maestro razionale del Regio Patrimonio dal 1747, cavaliere dell'Ordine di Malta, deputato del Regno nel 1766. Sposato con Anna Maria Natoli, principessa di Sperlinga, figlia ed erede del Principe Francesco, dall'unione nacquero tre figli, di cui unico maschio fu Francesco, II principe di Castelbianco (1750–1838), ascritto alla Mastra Nobile di Messina nel 1798–1807.
Francesco Moncada Natoli, erede da parte materna dei titoli di Principe di Sperlinga e di Duca di Archirafi, venduti rispettivamente a Placido Vanni e a Giuseppe Alvaro Paternò Tedeschi, fu sposato con la cugina Elisabetta Moncada Arduino, figlia di Vincenzo, principe di Calvaruso, da cui non ebbe figli, e pertanto con lui si estinse dopo appena una generazione la linea dei Principi di Castelbianco.

## Arma
Lo stemma dei Moncada di Sicilia risale al 1657, e fu fatto creare da Luigi Guglielmo Moncada La Cerda, V principe di Paternò (1614–1672) al frate somasco Giovanni Agostino della Lengueglia, ed è un simbolo che unisce quelli delle famiglie Moncada e Aragona (il ramo dei Duchi di Montalto con cui si sono imparentati), con attorno i colori dei Duchi di Baviera, casato d'origine del capostipite, e due leoni rampanti:
- Blasonatura: inquartato, nel 1° e nel 4°, di nero al leone coronato d'oro, nel 2° e nel 3°, fusato in banda d'argento e di azzurro, che è di Baviera, e sul tutto partito, nel 1°, di Moncada, che è di rosso, ad otto bisanti d'oro, due su due, nel 2°, di Aragona, che è d'oro, a quattro pali di rosso;
- Cimiero: leone coronato d'oro, illeopardito, col capo rivoltato;
- Motto: Et simili semper.[27]